# فيليب ماركوفيتش
فيليب ماركوفيتش هو لاعب كرة قدم صربي في مركز الوسط، ولد في 3 مارس 1992 في تشاتشاك في صربيا. لعب مع ريال مايوركا وموسكرون بيروفيلز ونادي بارتيزان.

## وصلات خارجية
- فيليب ماركوفيتش على موقع قاعدة بيانات كرة القدم.إي يو (الإنجليزية)
- فيليب ماركوفيتش على موقع Soccerway.com (الإنجليزية)
- فيليب ماركوفيتش على موقع AS.com (الإسبانية)